# Навчально-тренувальний літак

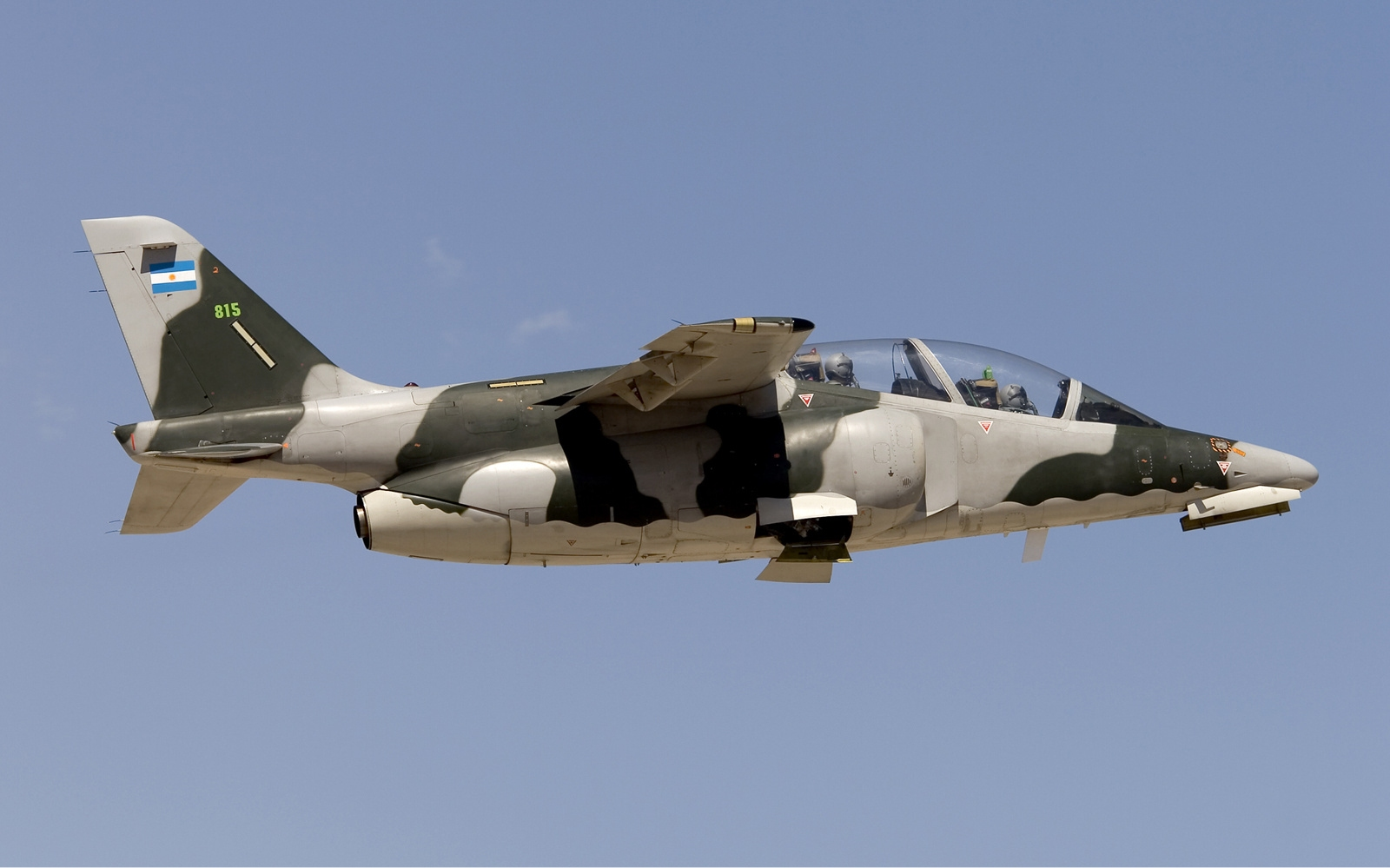
FMA IA-63 Pampa ПС Аргентини

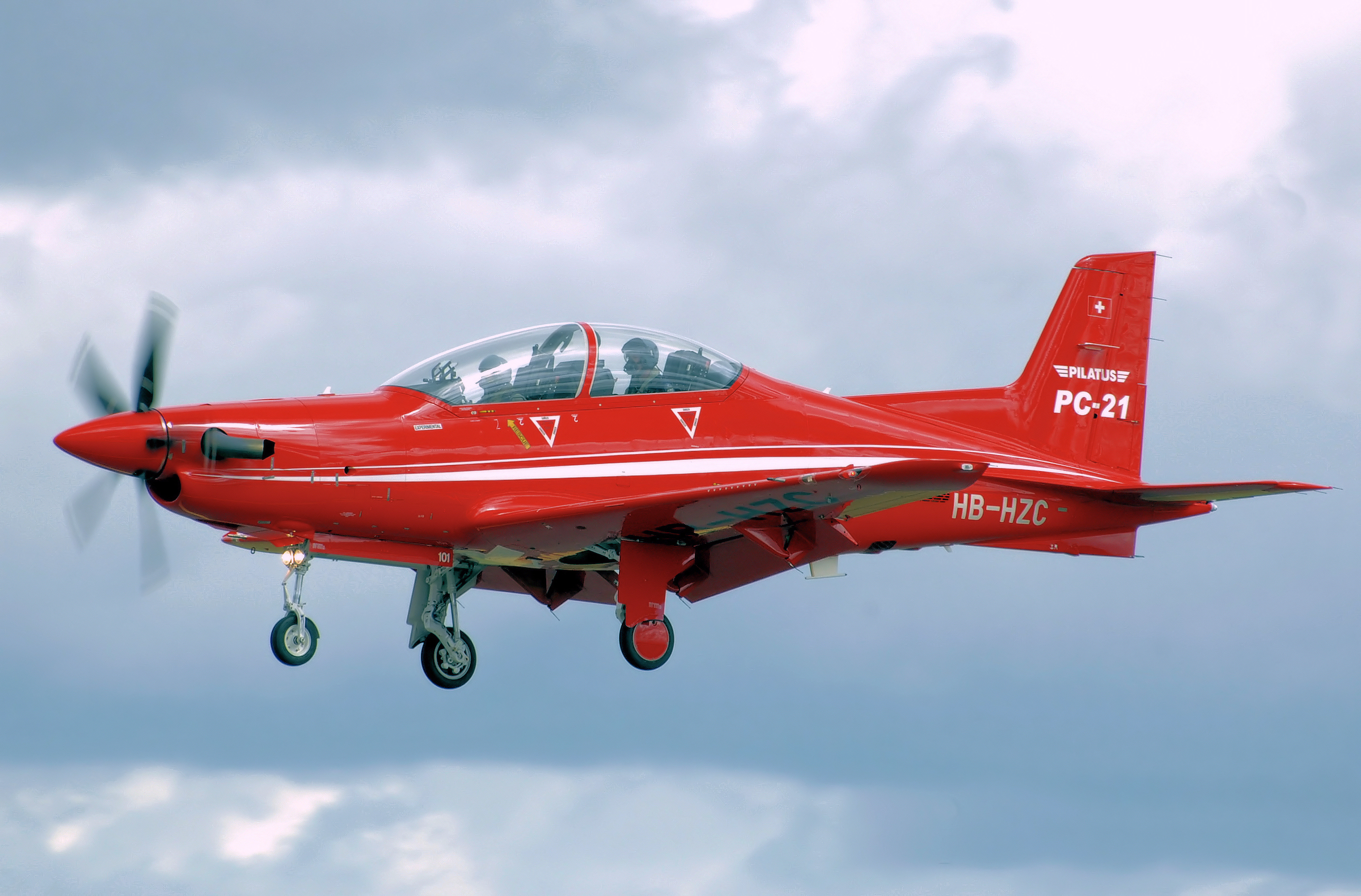
Pilatus PC-21

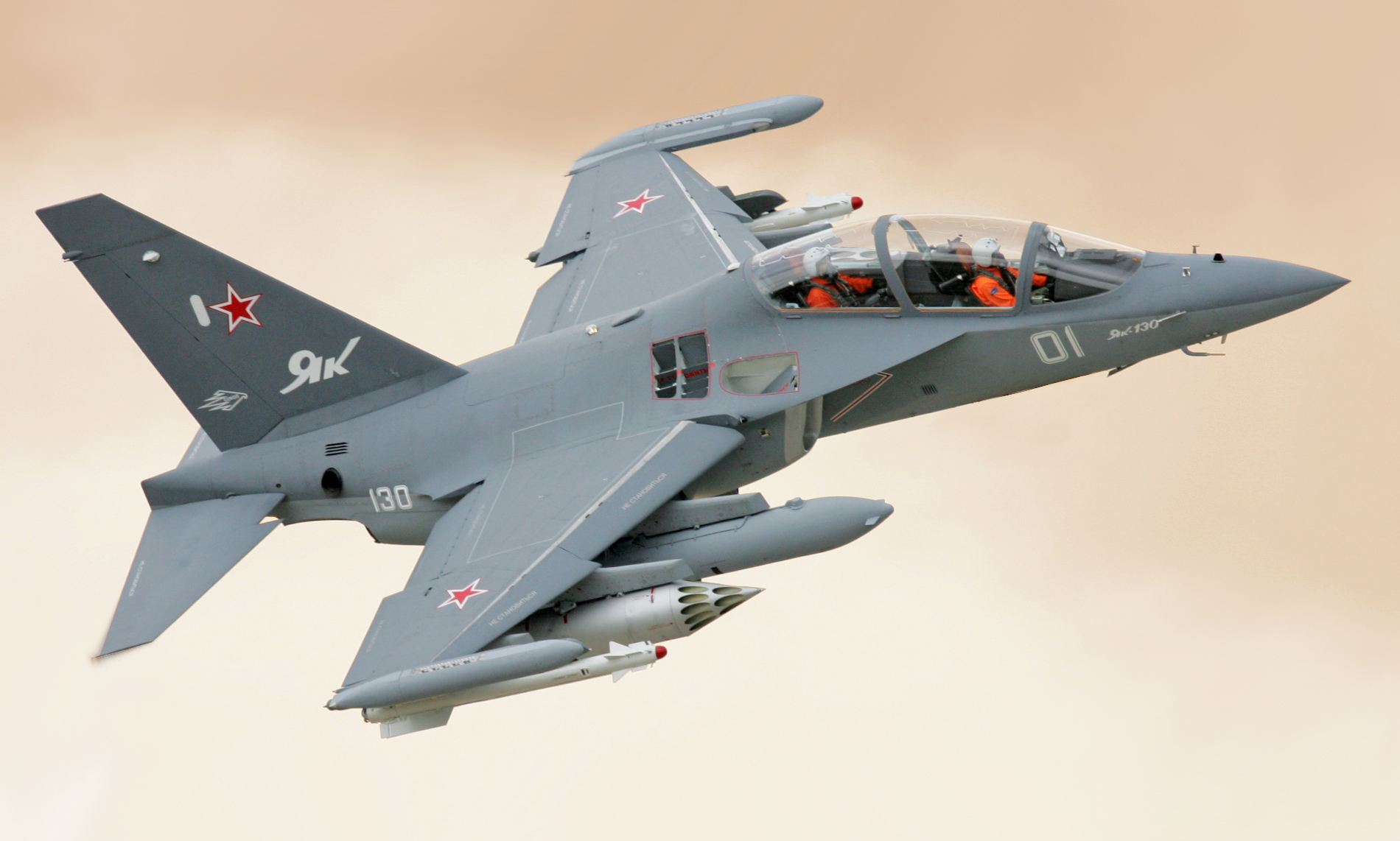
Як-130 ВПС Росії

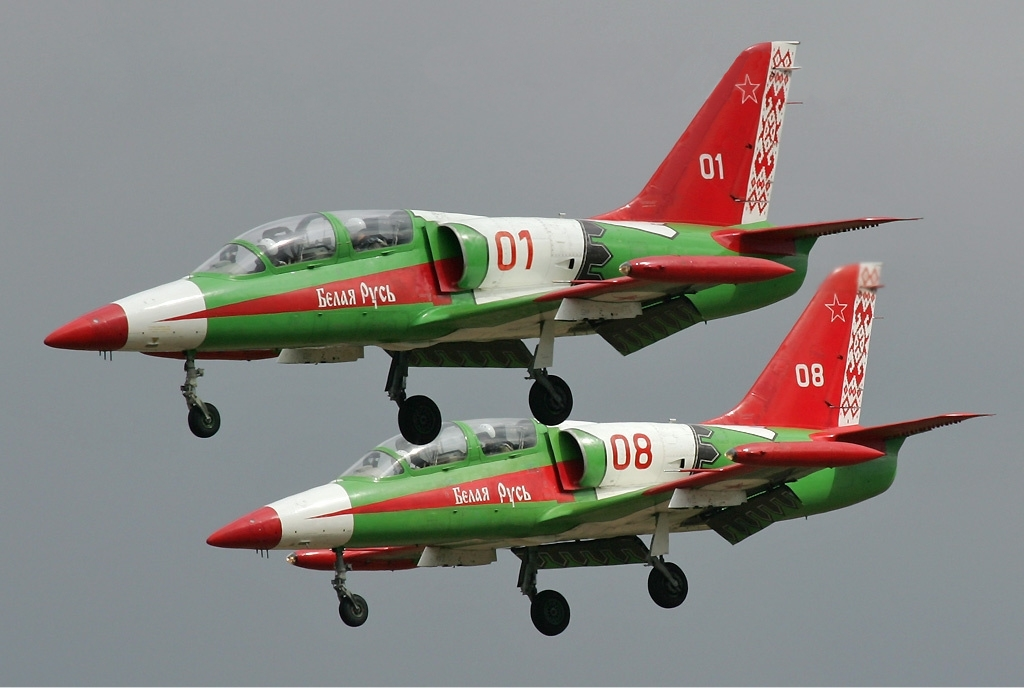
Л-39 «Альбатрос» ПС білорусі

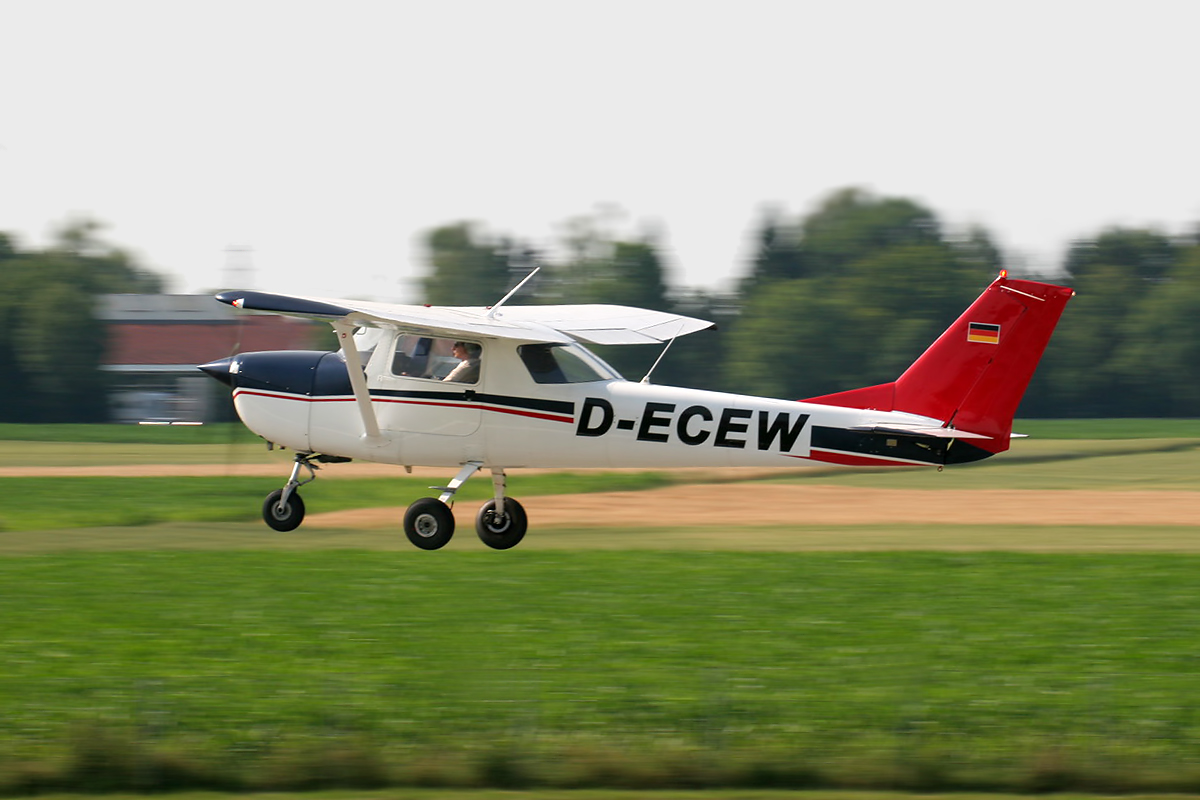
Cessna 150

Навчально-тренувальний літак — літак, який сконструйований та побудований для початкової льотної підготовки і який може мати виключно обмежене озброєння, необхідне для початкового навчання прийомам застосування зброї. Основним призначенням цього типу літаків є підготовка, навчання та удосконалення навичок пілотів та членів екіпажу у виконанні польотних завдань та інших функцій покладених на літальний апарат, насамперед в польоті у повітрі.
У військовій справі також існує категорія навчально-бойових літаків, що є аналогом бойових літаків за своїми конфігураціями та льотно-технічними характеристиками. Вони мають у планері літака другу кабіну льотчика-інструктора, яка оснащується органами управління літаком і озброєнням, пілотажними, прицільно-навігаційними та контрольними приладами (системами). Навчально-бойові літаки призначені у першу чергу для первинного навчання та перевірки льотчиків у техніці пілотування, літаководіння та навичкам бойового застосування.

### Відомі навчально-тренувальні літаки
| - Aero L-29 Delfin - Aermacchi MB-326 - Airspeed Oxford - Avro Anson - Avro 504 - BAC Jet Provost - BAE Systems Hawk - Bell P-59 Airacomet - Boeing Stearman E75 | - Cessna T-37 Tweet - Cessna A-37 Dragonfly - Curtiss JN-4 - Dassault/Dornier Alpha Jet - Embraer EMB 312 Tucano - Folland Gnat - Fouga CM.170 Magister - Lockheed T-33 | - Malmö MFI-9 - McDonnell Douglas T-45 Goshawk - Miles Master - Mitsubishi T-2 - Morane-Saulnier AI - Nieuport 10 - Northrop T-38 Talon - North American T-28 Trojan | - Pilatus PC-9 - Soko G-4 Super Galeb - Vickers Varsity - Yokosuka K4Y - Л-39 «Альбатрос» - МіГ-15УТІ - По-2 - Ту-134УБЛ | - УТ-1 (літак) - Як-11 - Як-52 - Як-130 - Як-152 |

## Бойове застосування навчальних літаків
У невеликих повітряних силах базові навчальні літаки, окрім використання для навчання, також застосовуються для повітряної підтримки в контрпартизанській війні та в ролі передового авіаційного наведення.
Більшість сучасних навчально-бойових літаків здатні нести та застосовувати бойове навантаження. Однак більшість із них не мають засобів радіоелектронної боротьби та сенсорів, необхідних для виживання в умовах сучасної високоінтенсивної війни, наприклад, вони вразливі до переносних зенітних ракетних комплексів (ПЗРК). Проте вони можуть виконувати бойові завдання в умовах малоінтенсивних конфліктів, якщо діють у поєднанні з більш боєздатними літаками.
Історично багато реактивних навчальних літаків мали спеціалізовані ударні модифікації, наприклад, BAC Jet Provost/BAC Strikemaster та Cessna T-37 Tweet/A-37 Dragonfly. Проти супротивників, які не мають винищувального прикриття або ефективної системи протиповітряної оборони, такі штурмовики, створені на базі навчальних літаків, могли діяти цілком ефективно. Наприклад, літаки Impala, розроблені на основі навчального Aermacchi MB-326, становили основну ударну силу ПС ПАР під час війни за незалежність Намібії. Крім того, літаки, такі як китайський Hongdu JL-8, закуповуються для ударних місій у низькоінтенсивних конфліктах.
Попри свою вразливість, навіть незначна кількість навчальних літаків, озброєних бойовими засобами, може мати значний ефект завдяки фактору раптовості, особливо якщо атакована сторона впевнена у своїй повітряній перевазі. Серед прикладів ефективного використання легких навчальних літаків можна згадати застосування MFI-9 збройними силами Біафри, а також використання приховано придбаних легких літаків організацією «Тигри визволення Таміл-Іламу».
У високоінтенсивних бойових конфліктах навчально-бойові літаки можуть мати військове значення, якщо діють під прикриттям інших повітряних сил. Наприклад, франко-німецький Dassault/Dornier Alpha Jet мав можливість виконувати завдання протикорабельного удару та легких ударних місій під авіаційним прикриттям винищувачів. Королівські ПС Великої Британії також планували використовувати пари навчально-бойових літаків Hawk, озброєних гарматами та ракетами AIM-9 Sidewinder, у ролі винищувачів точкової оборони. Кожна така пара літаків Hawk мала діяти разом із Phantom FGR.2, використовуючи «Фантоми» як систему раннього попередження та контролю в повітрі. Хоча ця тактика не була випробувана на практиці, вважалося, що літаки Hawk, оснащені AIM-9L та пілотовані найкращими льотчиками королівських ПС, включно з пілотами з «Червоних стріл», могли би стати ефективними винищувачами повітряної оборони.
Відомо, що на початку повномасштабного вторгнення Росії в Україну, ПС ЗСУ застосовували навчально-бойові літаки L-39 Albatros для виконання бойових завдань. Герой України Коломієць Дмитро Валерійович вступив у повітряний бій над Хмельниччиною. Дмитро героїчно відвернув на себе вогонь ворожої авіації, виконуючи завдання на літаку L-39. Це дозволило врятувати побратимів. Пропускаючи бойову групу, був збитий літаком окупантів у районі с. Кринцілів Хмельницького району Хмельницької області.